# Kanalschleuse 29
Kanalschleuse 29 ist ein Gemeindeteil der Gemeinde Mühlhausen im Landkreis Neumarkt in der Oberpfalz und amtlich als Einöde bezeichnet.

## Lage
Den Gemeindeteil macht die Kanalschleuse 29 des Ludwig-Donau-Main-Kanals mit dem Wärterhaus im Norden Mühlhausens und im Westen von Wappersdorf aus.

## Geschichte
An den 100 Schleusen des 1843 eröffneten Ludwig-Donau-Main-Kanals gab es 69 Wärterhäuser, die zumeist bis Ende 1840 fertiggestellt waren. Der dort wohnende Wärter und seine Gehilfen waren für die Bedienung, Instandhaltung von einer Schleuse, manchmal auch von bis zu drei oder gar sechs Schleusen verantwortlich. Der Schleusenwärter vom Wärterhaus 29 hatte auch die Schleuse 28 zu betreuen, wo ihm ein Gerätehäuschen zur Verfügung stand. Auch die Pflege des Kanals und seiner Anlagen oblag ihm. Die Wärterhäuser waren nach einem Musterplan gebaut, der je nach Geländesituation etwas abgeändert wurde. Die kleinen Grundstücke um die Wärterhäuser dienten dem Gartenbau und der Kleintierhaltung der Wärterfamilie.
Der Kanal wurde 1950 endgültig aufgelassen, die Wärterhäuser waren aber vorerst noch weiter bewohnt. Im Bereich der Schleuse 29 hat sich das Wärterhaus erhalten, das mit der Schleuse als Baudenkmal gilt und derzeit (2016) renovierungsbedürftig ist.
In den offiziellen Ortschaften-Verzeichnissen des Königreichs Bayern, die die Ergebnisse vorangegangener Volkszählungen aufzeigen, erscheinen die Wärterhäuer noch nicht gesondert. Erst ab dem ersten Verzeichnis nach dem Zweiten Weltkrieg vom Jahr 1950 werden die Kanalschleusen als Gemeindeteile aufgeführt, wenn auch ausdrücklich noch ohne amtlichen Namen, also nur durchnummeriert. Bis zur Gebietsreform in Bayern erscheinen die Kanalschleusen 28 bis 30 als je eigene Gemeindeteile der Gemeinde Wappersdorf. Sie wurden mit Wappersdorf und dem weiteren Wappersdorfer Gemeindeteil Weihersdorf am 1. Januar 1974 nach Mühlhausen eingemeindet, wo sie weiterhin als Gemeindeteile ausgewiesen wurden. Die offiziellen Ortschaften-Verzeichnisse 1978 und 1987 weisen für die Kanalschleuse 29 keine Bewohner mehr auf.

### Einwohnerzahlen
- 1861, 1871, 1885, 1900 und 1925 sind die Schleusen noch nicht als Gemeindeteile Wappersdorfs aufgelistet.[3][4][5][6][7]
- 1950: 5[8]
- 1961: 4[9]
- 1970: 0[10]
- 1987: 0[11]